# Eva Lazar
Eva Lazar (* 1914 in Dej; † 1944 oder 1945 im Konzentrationslager Auschwitz) war eine siebenbürgisch-jüdische Malerin der Moderne.

## Leben
Sie wurde 1914 in Dej, damals noch zu Ungarn gehörend, als Tochter des Anwalts Dr. Janos Lazar geboren. An der Kunstschule des Malers Sándor Szapos lernte Eva Lazar das Handwerk und vertiefte es anschließend während Aufenthalten in der Künstlerkolonie Baia Mare.
Als Jüdin im Königreich Rumänien wurde sie 1941 für staatenlos erklärt und 1944 in ein unweit von Dej gelegenes Ghetto zwangsversetzt, wo sie jedoch weitermalen konnte. Anschließend deportierten die Behörden Eva Lazar in das Konzentrationslager Auschwitz. Eva Lazar setzte ihrem Leben selbst ein Ende, indem sie in den Elektrozaun des Vernichtungslagers sprang.

## Werke
In ihren Arbeiten werden Einflüsse des Kubismus und Expressionismus bemerkbar. Sie stellte vornehmlich das jüdische Leben dar.